# Resolutie 1344 Veiligheidsraad Verenigde Naties
Resolutie 1344 van de Veiligheidsraad van de Verenigde Naties werd unaniem door de VN-Veiligheidsraad aangenomen op 15 maart 2001, en verlengde de UNMEE-waarnemingsmissie in Eritrea en Ethiopië met een half jaar.

## Achtergrond
Na de Tweede Wereldoorlog werd Eritrea bij Ethiopië gevoegd als een federatie. In 1962 maakte keizer Haile Selassie er een provincie van, waarop de Eritrese Onafhankelijkheidsoorlog begon. In 1991 bereikte Eritrea na een volksraadpleging die onafhankelijkheid. Er bleef echter onenigheid over een aantal grensplaatsen. In 1998 leidde een grensincident tot een oorlog waarbij tienduizenden omkwamen. Pas in 2000 werd een akkoord bereikt en een 25 kilometer brede veiligheidszone ingesteld die door de UNMEE-vredesmacht werd bewaakt. Een gezamenlijke grenscommissie wees onder meer de stad Badme toe aan Eritrea, maar jaren later werd het gebied nog steeds door Ethiopië bezet.

## Inhoud

### Waarnemingen
Op 18 juni 2000 waren Eritrea en Ethiopië overeengekomen de vijandelijkheden te beëindigen, wat op 12 december 2000 werd gevolgd door een vredesakkoord. De uitvoering daarvan maakte voortgang, met de hulp van secretaris-generaal Kofi Annan en ondersteuning door de UNMEE-missie.

### Handelingen
Het militaire deel van die waarnemingsmissie werd verlengd tot 15 september. De partijen werden opgeroepen mee te werken door:
a. De bewegingsvrijheid van UNMEE te garanderen,
b. Een luchtbrug te openen tussen Addis Abeba en Asmara voor de veiligheid van het VN-personeel,
c. Een status of forces-akkoord te sluiten met de secretaris-generaal,
d. Mee te werken aan de coördinatie van de ontmijning; onder meer door de VN van kaarten en overige relevante informatie te voorzien.
De Raad benadrukte het belang van een nauwe samenwerking tussen UNMEE en de grenscommissie en moedigde UNMEE aan om de commissie op gepaste wijze te ondersteunen. Verder werden alle staten en internationale organisaties opgeroepen om het vredesproces te bevorderen, bijvoorbeeld door het afbakenen van de gemeenschappelijke grens en het ondersteunen van wederopbouw- en ontwikkelingswerkzaamheden en het economische en sociale herstel van zowel Ethiopië als Eritrea.

## Verwante resoluties
- Resolutie 1212 Veiligheidsraad Verenigde Naties (2000)
- Resolutie 1320 Veiligheidsraad Verenigde Naties (2000)
- Resolutie 1369 Veiligheidsraad Verenigde Naties
- Resolutie 1398 Veiligheidsraad Verenigde Naties (2002)

Lijst ·  1335 ·  1336 ·  1337 ·  1338 ·  1339 ·  1340 ·  1341 ·  1342 ·  1343 ·  1344 ·  1345 ·  1346 ·  1347 ·  1348 ·  1349 ·  1350 ·  1351 ·  1352 ·  1353 ·  1354 ·  1355 ·  1356 ·  1357 ·  1358 ·  1359 ·  1360 ·  1361 ·  1362 ·  1363 ·  1364 ·  1365 ·  1366 ·  1367 ·  1368 ·  1369 ·  1370 ·  1371 ·  1372 ·  1373 ·  1374 ·  1375 ·  1376 ·  1377 ·  1378 ·  1379 ·  1380 ·  1381 ·  1382 ·  1383 ·  1384 ·  1385 ·  1386